# 301 Bavaria
Bavaria (định danh hành tinh vi hình: 301 Bavaria) là một tiểu hành tinh loại cacbon thuộc vành đai tiểu hành tinh, có đường kính xấp xỉ 54 km.
Ngày 16 tháng 11 năm 1890, nhà thiên văn học người Áo Johann Palisa phát hiện tiểu hành tinh Bavaria khi ông thực hiện quan sát ở Viên và đặt tên nó theo tên tiếng Latinh của bang Bayern, Đức.